# Râul Ottawa
Râul Ottawa este un râu în sud-estul Canadei, afluent din stânga al fluviului Sfântul Laurențiu la Montreal. 

Izvorăște din Platoul Laurențian, din lacul Capimitchigma, curge pe direcția NV - SE, drenează mai multe lacuri (Grand Victoria, Decelles, Simard, Quinze, Timiskaming, Allumette, Chats, Deschênes), formează pe o porțiune granița între provinciile Québec și Ontario, purtând denumirea Rivière des Outaouais, și trece prin orașele Hull și Ottawa. 

Comunică cu Lacul Ontario prin intermediul canalului Rideau (203 km). În cursul inferior este navigabil.

## Istorie
Râul Ottawa a fost descoperit de călătorul francez Étienne Brûlé în anul 1610 și a fost exploatat de colonizatorul Samuel de Champlain în anul 1613 care i-a atribuit denumirea de Ottawa, după numele unui trib indian care locuia în această zonă ("Cei care fac comerț cu străinii").